# NGC 165
NGC 165 je galaksija u zviježđu Kit.

## Vanjske poveznice
- SEDS: NGC 0165